# Palace of Beaulieu
Il Palace of Beaulieu, conosciuto anche con il nome di New Hall, è una residenza storica che si trova nell'Essex, presso Chelmsford, in Inghilterra.

## Storia

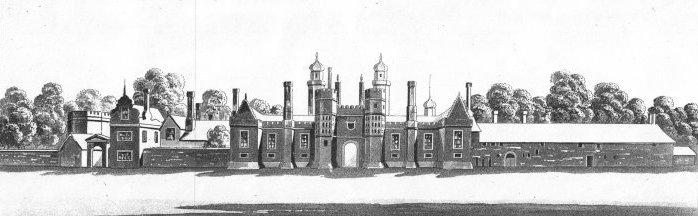
Il palazzo di Beaulieu così come si presentava nel 1669 in un disegno del conte Megalotti, al seguito di Cosimo III de' Medici che visitò il palazzo in quell'anno

Il terreno venne garantito dalla corona ai canonici dell'abbazia di Waltham nel 1062 (Charter S 1036). Dopo molti passaggi di proprietà, esso passò al conte di Ormond nel 1491 e da questo momento prese il nome di New Hall.
Nel 1516 la New Hall fu venduta da Thomas Boleyn a Enrico VIII d'Inghilterra per la somma di 1.000 sterline (attuali 42.000 sterline). Il re ricostruì la casa in mattoni secondo lo stile Tudor, per un costo totale di 17.000 sterline, somma a quel tempo molto considerevole. Egli diede alla nuova abitazione il nome di Palazzo di Beaulieu, che in francese significava 'bel luogo', esprimendo così tutto il piacere di Enrico per le belle cose.
Il 23 luglio 1527 la corte di Enrico giunse al palazzo di Beaulieu soggiornandovi per un mese durante il periodo estivo. Fu qui che Enrico VIII, tra l'altro, progettò il modo di ottenere dal papa un documento di scioglimento del suo matrimonio con Caterina d'Aragona per sposare Anna Bolena.
Nell'ottobre 1533 la figlia della regina, Maria, che aveva soggiornato per diverso tempo a Beaulieu, riscattò il palazzo che era da poco stato concesso a George Boleyn (fratello di Anna Bolena).
La regina Elisabetta I d'Inghilterra garantì il possedimento nel 1573 a Thomas Radcliffe, III conte di Sussex, che ricostruì in gran parte l'ala nord del palazzo la quale già al tempo di Enrico VIII era stata sconvolta da un rovinoso incendio. Poco dopo il completamento dell'ala nord Thomas Radcliffe vi installò lo stemma reale sopra l'ingresso dove ancora oggi è visibile. Nel 1622 il palazzo fu venduto a George Villiers, I duca di Buckingham per 30.000 sterline.
Durante la rivoluzione inglese Oliver Cromwell prese possesso di questo palazzo per l'irrisoria cifra di cinque scellini, tanta era la svalutazione della moneta all'epoca. Alla restaurazione il palazzo tornò a George Villiers, II duca di Buckingham e fu successivamente venduto a George Monck, I duca di Albemarle, il quale sovente vi ospitò la corte di Carlo II d'Inghilterra. Cosimo III de' Medici, granduca di Toscana, visitò il palazzo nel 1669 dando un resoconto dettagliato della sua visita nelle sue memorie.New Hall in 1669

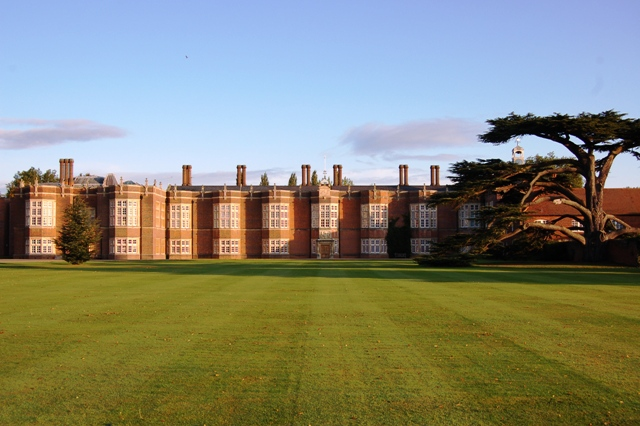
Palace of Beaulieu. Facciata nord (ca.1573)

Benjamin Hoare acquisì la proprietà nel 1713 e la vendette nel 1737 a John Olmius (poi primo lord Waltham). Quest'ultimo proprietario provvide alla demolizione totale del palazzo e alla sua ricostruzione, dal momento che esso si trovava in pessime condizioni, tale per cui era impossibile recuperarlo nella sua forma originaria. Nel progetto di ricostruzione Olmius fece anche allargare il palazzo facendogli assumere la forma attuale. Fu lasciata inalterata solo l'ala nord.
La residenza fu acquisita nel 1798 dalle monache inglesi dell'Ordine equestre del Santo Sepolcro di Gerusalemme che nell'anno successivo vi inaugurarono una scuola cattolica, la New Hall School, la quale rimane ancora oggi in attività.
Nel febbraio del 2009 l'area è stata oggetto di alcuni scavi archeologici che hanno permesso di riportare alla luce l'antica cappella palatina, oltre alle fondamenta dell'ala ovest e del cancello d'ingresso.